# 士丹頓街

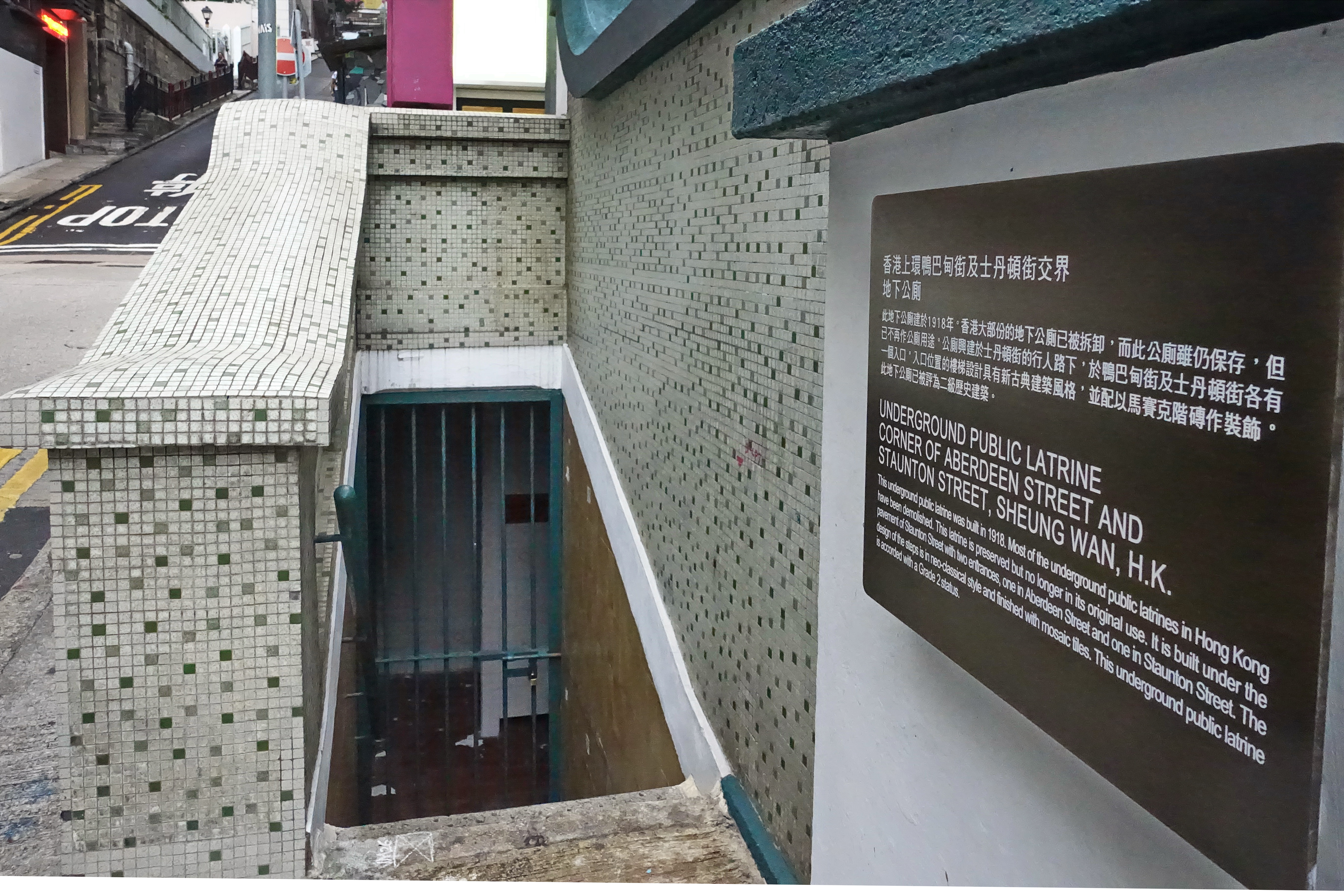
建於士丹頓街行人路地下公廁，在鴨巴甸街的入口（現列作香港二級歷史建築）

士丹頓街（英語：Staunton Street）是香港有名的街道之一，位處香港島中環蘇豪區。遊人可由德輔道中、荷李活道乘中環至半山自動扶梯系統步行到達。士丹頓街名稱來自英國下議院議員士丹頓（George Thomas Staunton），他懂得中文而且是中國通，曾為廣東的東印度公司工作。

## 特色

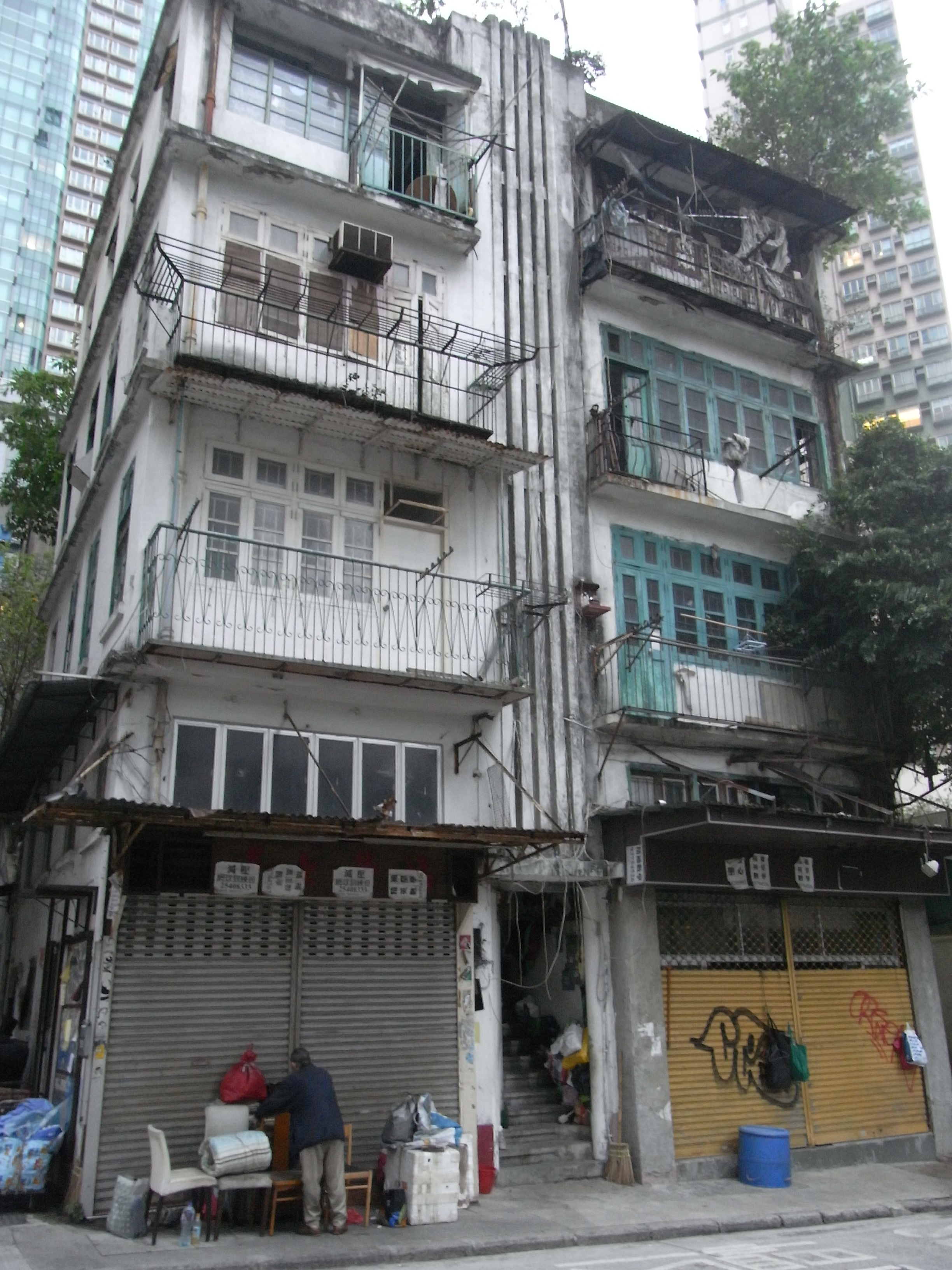
士丹頓街舊樓

士丹頓街的東面是現在有名的中環蘇豪區美食區（又名荷南，因其位置在荷李活道以南，英文為 South of Hollywood Road），而西面昔日稱作「卅間」，據說有富商一口氣在該處購下三十間樓宇，因而得名。
二次大戰前後，街道為潮汕和海陸豐人士聚居之所。每年農曆七月，例必舉行盂蘭超幽盛會，至今仍盛行不輟。士丹頓街62號（近鴨巴甸街）還存在「中區卅間街坊盂蘭會」；而士丹頓街13號，則為中國國民黨前身之革命組織興中會於1895年創設總會本部所在地。
位於士丹頓街及鴨巴甸街交界有一座過百年歷史的地下公廁，現為香港二級歷史建築之一。

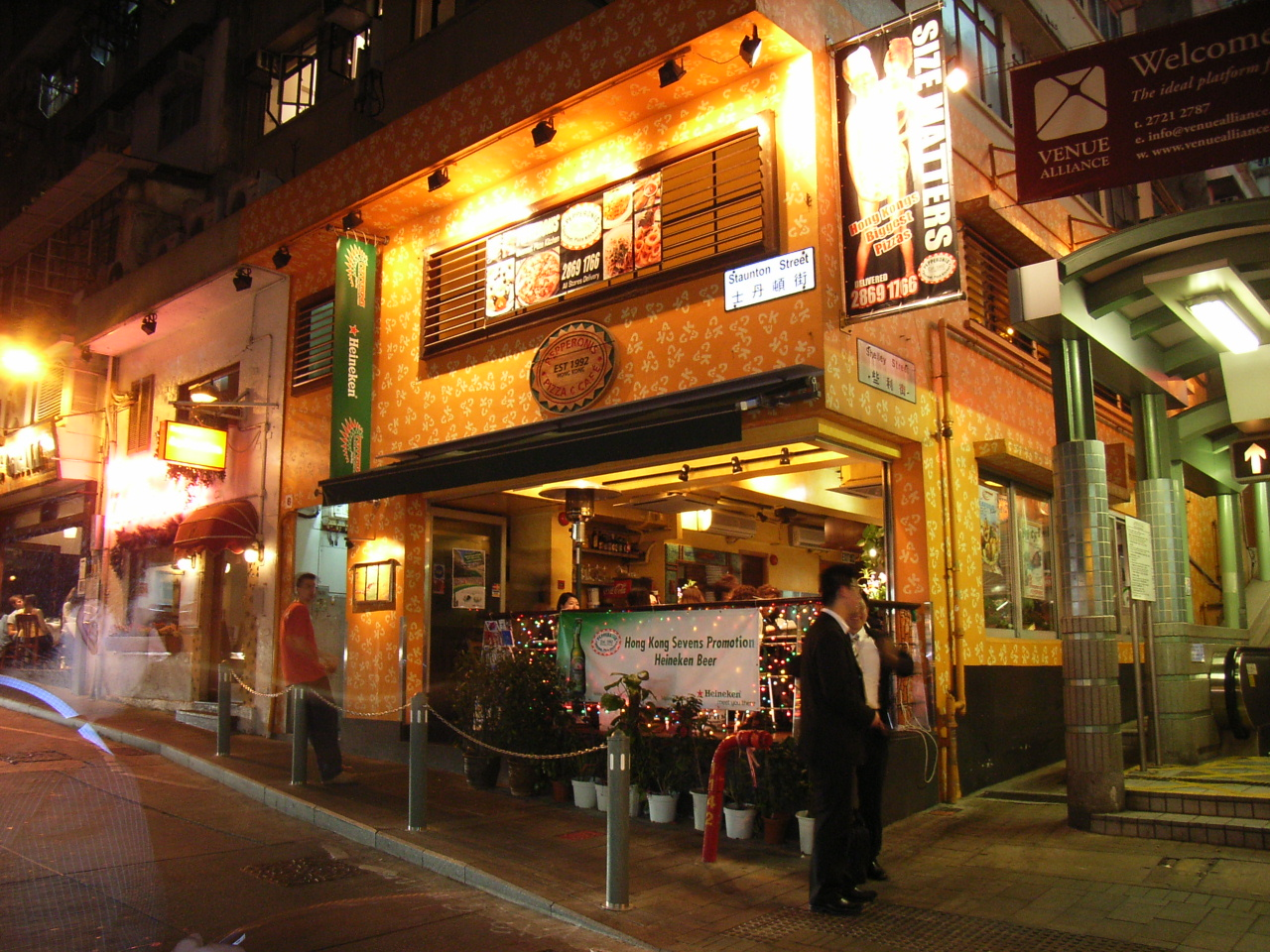
士丹頓街的酒吧
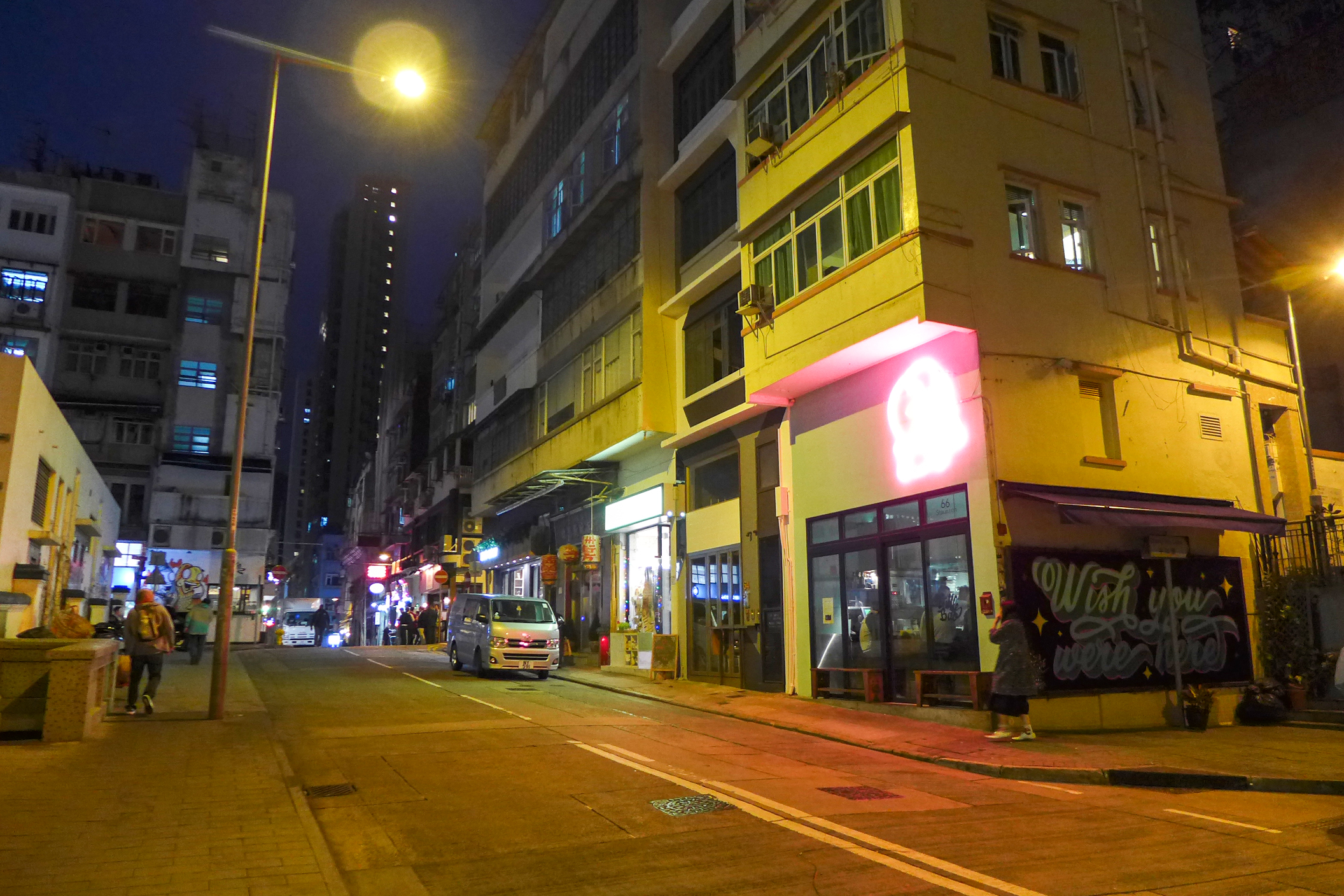
晚上的士丹頓街（2017年）
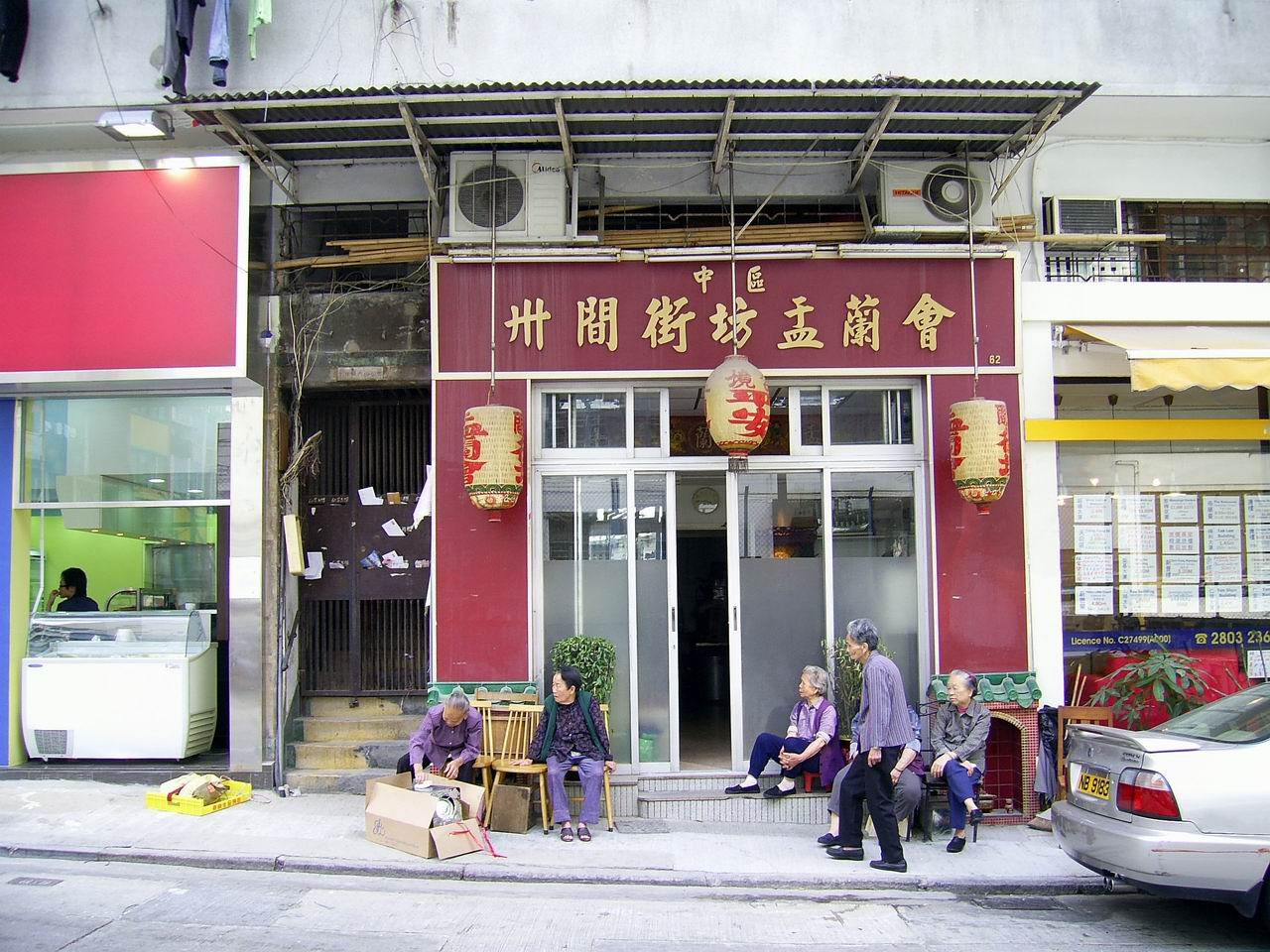
中區卅間街坊盂蘭會
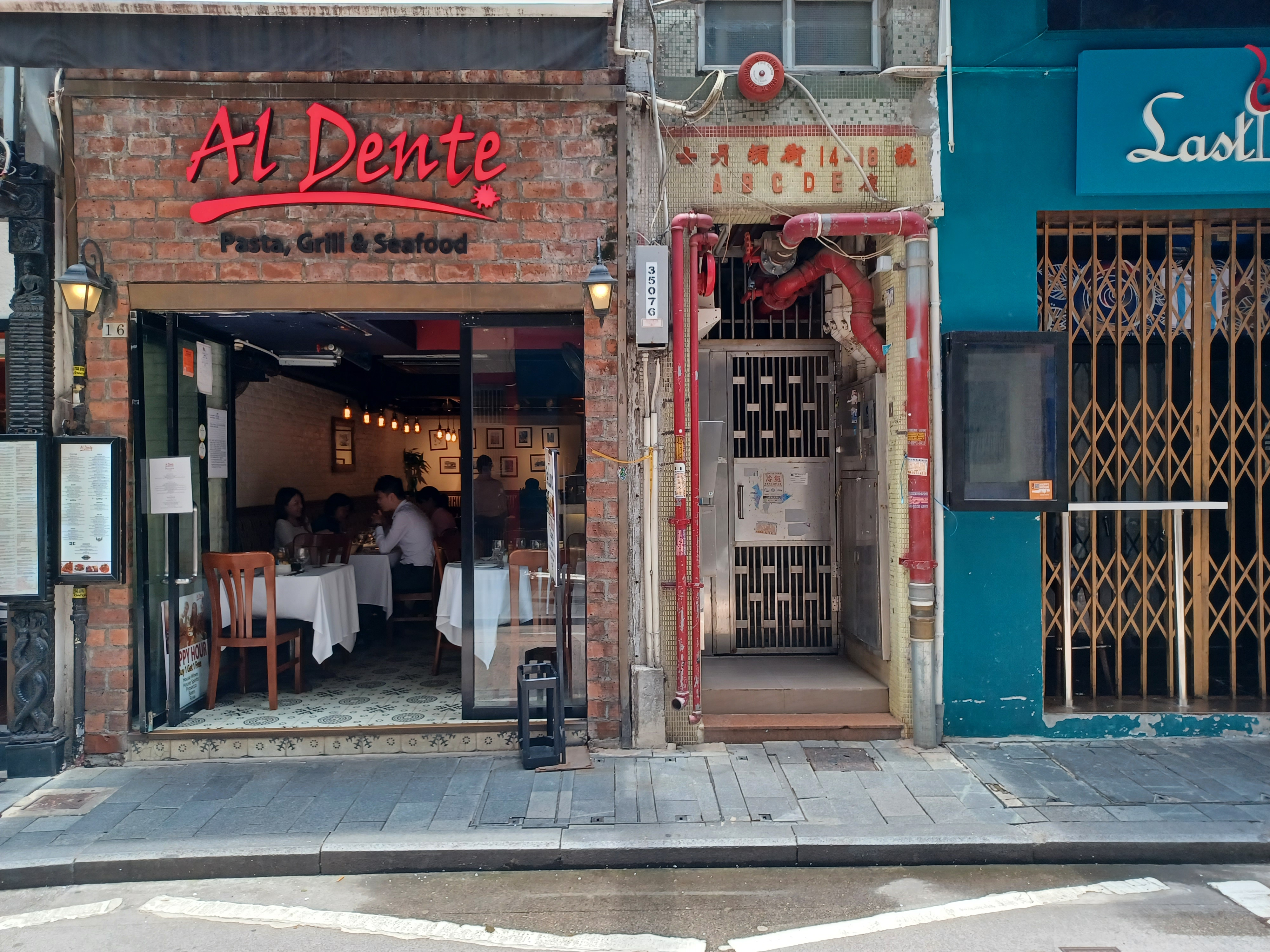
士丹頓街14-18號

## 鄰近
- 奧卑利街
- 必列者士街
- 元創方（前荷李活道已婚警察宿舍）

## 外部連結
- 央視國際:士丹頓街特色 （页面存档备份，存于）
- 口述歷史檔案：咕喱館打醮 （页面存档备份，存于）